# Ponte Poya
Il Ponte Poya è il più lungo ponte strallato della Svizzera; situato nella città di Friburgo è lungo all'incirca 852 metri ed è stato aperto al traffico stradale il 12 ottobre 2014 dopo 6 anni di lavoro.

## Costruzione
Dopo l'approvazione del progetto da parte del Gran Consiglio di Friburgo il 23 Giugno 2006, l'81% dei cittadini votò a favore della costruzione in un referendum tenuto tre mesi dopo.
Il lavoro condotto da Bernard Houriet (GVH) e CP è iniziato il 31 Ottobre 2008 e il suo completamento originariamente previsto per il 2012, è stato rinviato fino alla seconda metà del 2014.
Il ponte è stato inaugurato il 10 ottobre 2014 con circa 700 ospiti.

## Collocamento
Il ponte attraversa il fiume Sarina, attraversando la città di Friburgo. È il ponte più a valle della città. Collega il distretto di Schoenberg al comune di Granges-Paccot.
Il progetto si è concretizzato nel 2008 a causa di un forte aumento del traffico che, oltre ai frequenti ingorghi nelle ore di punta, ha creato un inquinamento molto più alto dei valori consentiti da OPair e danneggiando le facciate e gli ornamenti della Cattedrale di San Nicola.

## Funzionalità
Il Ponte Poya comprende tre corsie per il traffico motorizzato; due corsie in direzione di Schoenberg e una corsia verso Granges-Pacoot. Sul lato della città, una corsia in composito larga 3,50 m è riservata ai ciclisti e pedoni, protetta da una barriera metallica che la separa dei pericoli associati ai veicoli motore.
Su entrambi i lati ci sono barriere di filo alte 2,50 m per garantire sicurezza e dissuadere i tentativi di suicidio. Diversi piccoli lucernari sul lato della corsia riservata ai ciclisti e pedoni, tuttavia, permettono ai visitatori di osservare la fantastica vista.